# Арахнидизм
Арахнидизм (Arachnidism; Арахнейдизм; Аранейдизм; Арахноизм кожный: Укус паука) — дерматоз, вызванный укусами некоторых видов пауков; проявляется местной гиперемией, отёком, уртикарно везикулезными высыпаниями, иногда сопровождается судорогами, поносом.
Тяжёлые поражения происходят при укусе Latrodectus mactans (возникает латродектизм) и Loxosceles (возникает локсосцелизм).
Яд тарантула намного слабее яда каракурта. Средние его размеры — 5—7 см, хотя встречаются отдельные экземпляры и до 12 см. Цвет тарантула — тёмно-коричневый или чёрный, всё тело густо покрыто волосками. Укус тарантула по болезненности напоминает укус пчелы. Учёными не выявлено фактов смертельных случаев после укусов тарантула. Обычно отмечаются только болезненные местные явления, припухлость и отёк тканей на месте укуса. Пострадавший обычно ощущает только явления общей токсемии (тяжесть во всём теле, апатию, вялость, сонливость). Через несколько дней все явления проходят.
Пауки-серебрянки нередко добираются до берега, при их случайных укусах у пострадавших возникает острая воспалительная реакция. Общих явлений интоксикации не бывает, иногда в месте укуса появляется точечный некроз. Воспалительная реакция сохраняется несколько дней, иногда до 2 недель. С целью лечения применяют спиртовой компресс и другие противовоспалительные средства.
Укус чёрной вдовы вызывает мгновенную острую боль, которая постепенно, в течение 15—60 минут, распространяется по телу и вызывает судороги. Живот при этом становится плотным как доска, человек мечется и кричит от боли. Дыхание часто затруднено, с хрюкающими звуками. Наблюдается тошнота, рвота, головная боль, потливость, слюноотделение, дрожание, слабая лихорадка. Через несколько часов боль уменьшается и рецидивирует в течение 2—3 суток. Нормальное самочувствие может восстановиться через неделю. Отмечены случаи смерти от сердечной или дыхательной недостаточности, главным образом у детей и пожилых людей.
Укус пауков-птицеедов, в случае отсутствия аллергической реакции, не причиняют каких-либо серьёзных последствий для здоровья человека и сравнимы с укусами осы или пчелы. Более неприятна аллергическая реакция, вызываемая воздействием «защитных» волосков на кожу и слизистые оболочки.
При укусах паука-крестовика появляются головная боль, слабость, боли в суставах, колика и жжение в месте укуса, кровоизлияния в подкожную клетчатку. Смертельных случаев при укусе паука-крестовика не отмечается, но после выздоровления иногда возникает некроз мягких тканей в месте внедрения яда. В теле паука, особенно в период кладки яиц (и в самих яйцах), содержится ядовитый продукт эпейротоксин.